# Martyriusz (patriarcha Antiochii)
Martyriusz – mianowany przez zwolenników soboru chalcedońskiego patriarcha Antiochii; sprawował urząd w latach 461–468.